# Beautiful Girls (Sean Kingston)
Beautiful Girls è il singolo di esordio del cantante giamaicano Sean Kingston, tratto dal primo album dell'artista Sean Kingston del 2007. Il brano ha venduto circa 4.8 milioni di copie, diventando l'ottavo singolo più venduto a livello mondiale del 2007.
Nel brano Sean Kingston fa uso dell'Auto-Tune.

## Descrizione
Il brano è sviluppato su un campionamento di Stand by Me di Ben E. King. L'argomento della canzone è quel che può succedere a un uomo quando viene lasciato da una ragazza, portandolo anche al suicidio. Per questo la canzone è stata censurata da molte radio sostituendo la parola "suicidal" con "in denial", mentre su MTV viene semplicemente non sostituita. La canzone ha ottenuto un ottimo airplay già prima dell'uscita digitale e ha debuttato alla posizione numero 17 della classifica Hot 100 con le sole vendite digitali. La pubblicazione era programmata per il 26 luglio 2007 ma per un errore era disponibile in rete già dal 24 luglio, mentre nei negozi è stato rispettato il termine stabilito. Una settimana dopo la pubblicazione risultò essere la canzone più scaricata nei download legali, debuttando con 260 000 download legali nella prima settimana e permise a Kingston di diventare il primo cantante nato nel 1990 a raggiungere tali risultati in classifica. La settimana successiva passa dalla posizione 23 alla prima posizione della Billboard Hot 100 ottenendo ottimi piazzamenti anche nelle Hot 100 Airplay e Canadian Hot 100.

## Altre versioni
Della canzone sono già state fatte svariate cover e remix da artisti di prestigio. Il remix ufficiale è opera di Fabolous e Lil' Boosie, mentre altri sono stati eseguiti da Shreek Lauch, Lil' Mama e tanti altri.
Le cover sono invece state eseguite da artisti come JoJo, Collie Buddz e James Longhornhave. Una cover speciale è stata eseguita da Russell Crowe and the Merry Men, durante il tour promozionale del film di Ridley Scott Robin Hood.

## Video musicale
Il video è stato presentato il 29 giugno 2007 sul portale Yahoo! Musica e il tema principale è l'esibizione del cantante in un locale, sia in epoca moderna che negli anni cinquanta.
Nel video compare anche la rapper statunitense Lil Mama.

## Tracce
1. Beautiful Girls (Album Version) – 4:02
2. Beautiful Girls (Instrumental) – 3:47
3. Beautiful Girls (A Cappella) – 3:47
4. Beautiful Girls (feat. Sheek Louch) (Remix)
5. Beautiful Girls (feat. Angela Via) (Remix)
6. Beautiful Girls (feat. Lil' Mama) (Remix) – 3:47
7. Beautiful Girls (Isla Verde Remix) – 3:43
8. Beautiful Girls (Isla Verde Acoustic Sunset) – 3:15
9. Beautiful Girls Reply (by JoJo) – 3:50
10. Beautiful Girl (done by mc chris a live cover at his myspace) – 3:46

## Classifiche
| Classifica                           | Posizione |
| ------------------------------------ | --------- |
| Australian ARIA Digital Track Chart  | 4         |
| Brazilian Hot 100 Singles            | 1         |
| Billboard Canadian Hot 100           | 1         |
| New Zealand RIANZ Singles Chart      | 1         |
| Polish Singles Chart                 | 3         |
| Italian Singles Chart                | 7         |
| EURO 200 Singles Chart               | 21        |
| Swedish top 60                       | 3         |
| UK Singles Chart                     | 1         |
| U.S. Billboard Hot 100               | 1         |
| U.S. Billboard Hot R&B/Hip-Hop Songs | 13        |
| U.S. Billboard Pop 100               | 1         |
| U.S. Billboard Adult Top 40          | 39        |
| Irish Singles Chart                  | 1         |